# جنرال الکتریک سی‌اف۷۰۰
جنرال الکتریک سی‌اف۷۰۰ (به انگلیسی: General Electric CF700) یک موتور هواگرد ساختِ کارخانهٔ جی‌ئی اوییشن در کشور ایالات متحده آمریکا است.